# Saint-Hilaire-de-Brethmas
Saint-Hilaire-de-Brethmas è un comune francese di 4 284 abitanti situato nel dipartimento del Gard, nella regione dell'Occitania.

## Società

### Evoluzione demografica
Abitanti censiti